# 中野警察署 (東京都)
中野警察署（なかのけいさつしょ）は、警視庁が管轄する警察署の一つである。第四方面本部所属。
中野区の南部と新宿区のごく一部を管轄している。庁舎は青梅街道に面している。署員数約300名、識別章所属表示はPIである。車両の対空表示は「中」。

## 管轄区域
- 中野区
  - 東中野一・二・三・四丁目、五丁目（30番を除く。五丁目30番は戸塚警察署の管轄）
  - 上高田一丁目の一部（1から3・26・27・30・31・34から37番までの各一部）、二丁目の一部（1・3・40番の各一部）（それ以外の上高田は野方警察署の管轄）
  - 新井一丁目（1番、2・3番の各一部）（それ以外の新井は野方警察署の管轄）
  - 中野一・二・三丁目、四丁目の一部（9番の一部と14から20番）、五丁目（68番の一部を除く）、六丁目（前記以外の中野四丁目と五丁目68番の一部は野方警察署の管轄）
  - 中央一・二・三・四・五丁目（全域）
  - 本町一・二・三・四・五・六丁目（全域）
  - 弥生町一・二・三・四・五・六丁目（全域）
  - 南台一・二・三・四・五丁目（全域）
- 新宿区
  - 上落合一丁目の一部（30番）（それ以外の上落合は戸塚警察署の管轄）

## 沿革
- 1922年（大正11年）9月 新宿警察署より分離開設される。
- 2020年10月24日 現在の庁舎が完成。同年11月7日より利用開始。

## 組織
- 警務課
- 会計課
- 交通課
- 警備課
- 地域課
- 刑事組織犯罪対策課
- 生活安全課

## 交番
- 中央五丁目交番（中野区中央五丁目14番1号）
- 中野駅前交番（中野区中野二丁目30番8号） - 仮設交番で運用中。
- 中野坂上交番（中野区本町一丁目32番3号）
- 鍋屋横丁交番（中野区中央三丁目33番3号）
- 東中野駅前交番（中野区東中野一丁目50番6号）
- 本郷通交番（中野区弥生町二丁目4番10号）
- 南台交番（中野区弥生町五丁目1番16号）
- 早稲田通交番（中野区中野五丁目5番13号）

## 駐在所
- 昭和さくら駐在所（中野区上高田一丁目3番1号）2013年3月に青原寺前駐在所が移転し改称。

## 地域安全センター
- 城山地域安全センター（中野区中央三丁目13番14号）2007年（平成19年）4月1日に城山交番から転換。

### 封鎖された地域安全センター
- 寿橋地域安全センター（中野区弥生町五丁目）2007年（平成19年）4月1日に寿橋交番から転換、2015年（平成27年）3月24日閉鎖。

## その他
- 現在の庁舎の工事期間中は新中野駅前（中央4-4-3）のビルが仮庁舎として使われていた。

## 出来事
- 2019年8月18日、中野署が窃盗罪で逮捕した被疑者が、入院していた東京警察病院から逃走した（病院は野方警察署管内）。その後、被疑者は「出頭したい」と警察に電話し、身柄が確保された。
- 2020年4月15日、警視庁は15日、職員3人の新型コロナウイルス感染を発表した。職員の感染は計13人になる。そのうち感染が判明したのは地域課の女性巡査長である[1]。
- 2022年11月8日、庁舎内の駐車場で車両誘導中の警部補が車両と壁に挟まれ死亡。
- 2024年10月6日、中野署刑事組織犯罪対策課の警部補が、強盗容疑で緊急逮捕された。容疑は、同日未明、板橋区でタクシー料金を払わずに立ち去り、追いかけてきた運転手に暴行を加えたというもの[2]。